# Вальтер Келль
Вальтер Келль (нім. Walter Kell; 4 грудня 1913, Зульцбах — 19 жовтня 1941, Атлантичний океан) — німецький офіцер-підводник, капітан-лейтенант крігсмаріне.

## Біографія
1 квітня 1933 року вступив в рейхсмаріне. З 10 червня по 6 липня і з 13 вересня по 17 грудня 1940 року — командир підводного човна U-8, з 8 березня 1941 року — U-204, на якому здійснив 3 походи (разом 97 днів у морі). 19 жовтня 1941 року човен Келля був потоплений в Гібралтарській протоці (35°46′ пн. ш. 06°02′ зх. д.) глибинними бомбами британських кораблів «Маллоу» та «Рочестер». Всі 46 членів екіпажу загинули.
Всього за час бойових дій потопив 5 кораблів загальною водотоннажністю 18 217 тонн.
| Дата           | Назва корабля     | Тип                        | Тоннаж | Вантаж                                                          | Екіпаж | Загинули | Країна             | Конвой |
| -------------- | ----------------- | -------------------------- | ------ | --------------------------------------------------------------- | ------ | -------- | ------------------ | ------ |
| 31 травня 1941 | Holmsteinn        | Моторний рибальський човен | 16     | Лід                                                             | 4      | 4        | Ісландія           |        |
| 10 червня 1941 | Mercier           | Торговий пароплав          | 7,886  | Баласт, 1000 мішків пошти і навчальний літак як палубний вантаж | 68     | 7        | Бельгія            | OB-330 |
| 19 серпня 1941 | «Бат»             | Есмінець                   | 1,060  |                                                                 | 124    | 83       | Норвегія           | OG-71  |
| 14 жовтня 1941 | Aingeru Guardakoa | Вітрильник                 | 97     |                                                                 | 7      | 2        | Іспанія            |        |
| 19 жовтня 1941 | Inverlee          | Тепловий танкер            | 9,158  | 13 880 тонн мазуту Адміралтейства                               | 43     | 21       | Британська імперія |        |

## Звання
- Кандидат в офіцери (1 квітня 1933)
- Фенріх-цур-зее (1 липня 1934)
- Оберфенріх-цур-зее (1 квітня 1936)
- Лейтенант-цур-зее (1 жовтня 1936)
- Оберлейтенант-цур-зее (1 червня 1938)
- Капітан-лейтенант (1 квітня 1941)

## Нагороди
- Медаль «За вислугу років у Вермахті» 4-го класу (4 роки)
- Нагрудний знак підводника
- Залізний хрест 2-го класу